# LG5狙击榴弹发射器
LG5是一款由中国湖南兵器轻武器研究所为满足外贸需求而自行研制和生產，并且由北方工业公司銷售的轻型半自動狙击型榴彈發射器，主要發射40×53毫米高精度高速榴彈。
廠商官方聲稱“全系统具有重量较轻、精度较高、威力强大、结构紧凑、人机工效性良好、安全可靠、通用性强大、高性價比的优点，亦是该类別武器首先在国际武器市场上推出的型号，具有较强大的竞争力”。

## 歷史
“狙击榴彈發射器”这名词虽然是隨LG5和QLU-11而出现，但事实上世界上首枝狙击榴彈發射器却是2004年时，由巴雷特槍械公司所设计的XM109。XM109的使用思路与LG5和QLU-11基本一致，都是同时具有狙击步枪的高精度和榴彈的面杀伤威力的榴彈發射器，只是并非全新研制，而是设计一种可使M82A1M的下机匣适应25毫米弹药的转换装置。可是，虽然经过多个改进，但被美国军队方面认为XM109的后座力过大，加上其他计划而被取消。
LG5狙击榴弹发射器于2008年由湖南兵器轻武器研究所立项，2012年12月设计定型，并于2014年第七届中国国际警用装备博览会上由研制商展出，可说是狙击榴彈發射器的首个研制成功例子。
據報導，2018年，LG5已經獲得未披露的中東客戶訂購。目前推斷是伊斯蘭革命衛隊海軍。

## 设计细節
LG5狙击榴弹发射器与巴雷特XM109狙擊榴彈發射器一样，都是同时具有狙击步枪的高精度和榴彈的面杀伤威力的榴彈發射器。因此LG5具有多个現代高精度狙擊步槍的特徵，包括较一般榴弹发射器長而且采用自由浮動式结构、具有制退器并且与機匣连接处设有后坐缓冲机构的槍管，具有後握把、厚厚的槍托底板（英語：Buttplate）和內置式支撐桿以分散後座力的槍托以及可裝上的光学瞄准镜和可調式兩腳架。
目前各国装备的榴彈發射器主要分为两种，分別是手持式（当中分为以LG4为例的独立式和以LG1为例的枪挂式）和自动式（例如LG3）。两种不但分別有著槍口初速低、射程短和沉重得需要安装在三腳架或车辆上的分別缺点，还有著因射击弹度弯曲而无法精确打击的共通缺点。
因为弹度问题，一般榴彈發射器只能击中建筑物或是碉堡表面，而无法对內部的敵方造成威脅。但使用狙击榴弹发射器，就可以直接射进建筑物的门窗或碉堡的射击孔以內，并且杀伤內裡的敵方人员。而且狙击榴弹发射器对于反器材步槍的主要目标，有著更强大得足以让其瘫痪或无法修复的破坏力。
LG5轻、重两型，并由发射器、狙击破甲杀伤弹、白光瞄准镜、光电瞄准具等组成。发射器由身管机匣组件、自动机组件、整体导轨组件、发射机组件、三脚架组件及4发或15发弹鼓组成。

### 射程与精度
LG5是精确射击距离为800公尺（874.89码，2,624.67英尺），最大射程则为2,200公尺（2,405.95码，7,217.85英尺）。这是因为受榴彈發射器的槍口初速以及能量守恒定律限制。该枪于800公尺以內的弹道较为低伸，并可像狙擊步槍般作出精确瞄準射击；但超过800公尺以后，虽然仍比一般榴彈發射器要精准，但是弹道已经変得弯曲，因而无法精确打击。同时，这也是经过各种试验和计算以后，得出在枪械重量、使用者和枪械結构承受能力以及打击精度之间作出平衡的结果。
LG5在400公尺（437.45码，1,312.34英尺）距离上对射孔目标射击的命中率高达80％，可直接從碉堡的射击孔、建筑物的门窗射入，杀伤內部有生目标；在800公尺距离对轻型装甲目标射击，能达到一般狙击步枪所不能的效果。800公尺（874.89码，2,624.67英尺）的精确射击距离已经比突击步枪的有效射程要远，而且发射时无后喷火焰和气体，隐蔽性远比单兵攜带式无后座力炮、火箭弹发射器和反坦克飛彈要好。

### 弹鼓与弹药
LG5以3、4、5、6、7發可拆卸式彈鼓为主供弹具，架設在三脚架以上时，還可使用12、15发大弹鼓。該枪发射专门研制的40×53毫米高精度榴彈。虽然也可发射普通的40×53毫米榴彈，但会令精度下降。
LG5主要发射高爆榴弹及破甲榴弹，用以打击轻型装甲车辆、港口的小型船舶及舰船、機坪上的飞机或直升機、碉堡、油庫、班组武器、导弹發射台、通信及雷达設施等高价值的軍用物資目标；尤其是发射破甲榴弹时，更可以贯穿厚度为80毫米的钢板。
除高爆榴弹及破甲榴弹以外，还可以发射杀伤榴弹、燃烧榴弹、发烟榴弹、照明榴弹、训綀榴弹，以及可编程榴弹。其中可编程榴弹与西方25毫米电子引信榴弹一样，可通过设定枪上火控系统设定適合的引爆时间，并在榴弹飞出膛口时给予其电子引信装定了一个时间信号，让榴弹于目标空中引爆，比传统榴弹有著更大的范围杀伤力。

### 瞄準具
LG5专用瞄準具是一体化计算机自动瞄准仪，专门为远程狙击任务而设计。该瞄准仪具有激光测距、弹道计算和夜视功能。顶部顺序设有电源开关（On/Off）、分劃（Reticle）、标点（Punction）和测距（Ranging）的按键。它可以测量和补偿气压、溫度和射击角度等因素对射击所造成的影响，提高首发命中的精度。使用者只需设定射击距离并选择弹药类型，将瞄准十字线对准目标并扣动扳机即可。此外，计算机还能夠根据首发射击结果，对瞄准仪进行修正，可说就是一台火控系統。
由于该榴弹发射器的拋壳口及拉机柄设在機匣右上方，而提把亦设在機匣正上方，故机匣顶部无法加装安装瞄准鏡的导轨，所以只能像苏式武器（如AK）那样，在机匣左侧设计了标准MIL-STD-1913戰術導軌，并借助“⌈”形瞄準镜连接座将瞄準具安装在机匣左上方。
LG5设置了后备机械瞄具，与榴弹发射器一样是由立式標尺及片狀準星所组成，以供近距离或光学瞄准具损毀、无法使用的紧急情况下使用。后备机械瞄具同样设计在机匣顶部偏左侧，只可进行概略瞄准，表尺可折叠以便于携行。

## 衍生型
LG5狙击榴弹发射器重型状态是LG5的重型版本，配备光电火控瞄准系统和15发弹鼓并且架設在三脚架以上。

## 使用國
- 柬埔寨
- 伊朗
  - 伊斯蘭革命衛隊海軍
- 沙烏地阿拉伯
  - 沙特阿拉伯武裝部隊[7]

## 資料來源
1. ↑  . 22 August 2016  [29 September 2018].
2. ↑  .   [2018-04-29]. （原始内容存档于2018-04-16）.
3. ↑  .   [2018-04-29]. （原始内容存档于2018-04-18）.
4. ↑  .   [2018-04-29]. （原始内容存档于2018-03-26）.
5. ↑  .   [2018-04-29]. （原始内容存档于2021-09-08）.
6. ↑  .   [2015-05-13]. （原始内容存档于2017-10-14）.
7. ↑  .   [2019-11-26]. （原始内容存档于2020-11-01）.

## 外部連結
- （英文）—Modern Firearms—NORINCO LG-5 LG-5s / QLU-11 sniper grenade launcher（页面存档备份，存于）
- （英文）—The Chinese QLZ87 Automatic Grenade Launcher （页面存档备份，存于）（有LG5的描述）
- （英文）—The Firearm Blog.com—Chinese Small Arms from the 7th Beijing Police Equipment Expo（页面存档备份，存于）
- （简体中文）—军品志—2014年警用装备展实录(2):满脸的喷子与钢炮 （页面存档备份，存于）
- （简体中文）—铁血网—走马观花逛警展 激光炫目不错 （页面存档备份，存于）
- （简体中文）—大旗网—国产40毫米狙击榴弹发射器：敢问巷战你怕不怕？
- （简体中文）—狼烟网—美媒：中国研发狙击榴弹发射器 有效射程一千米
- （简体中文）—谁是狙击炮之王? 世界四大狙击炮中国威力第一（页面存档备份，存于）